# Ин-фа-лин, Денис Владимирович
Денис Владимирович Ин-фа-лин (род. 21 февраля 1979 года) – российский и казахстанский игрок в хоккей с мячом, полузащитник, мастер спорта международного класса Республики Казахстан (2005).

## Карьера

### Клубная
Воспитанник первоуральской школы хоккея с мячом. Его старший брат – Сергей Ин-фа-лин — в прошлом игрок сборной России.
В 1997 году в составе юниорской команды краснотурьинского «Маяка» побеждает в первенстве России.
Игровую карьеру начал в «Уральском трубнике», выступая за команду с 1996 по 2000 год.
С 2000 года продолжил игровую карьеру в Швеции, где первым его клубом стала «Молилла». С 2002 по 2004 год играл со старшим братом в одной команде — в «Ветланде», представляющей высший дивизион Аллсвенскан. Второй командой высшего дивизиона для игрока стала «Мутала», за которую он выступал с 2004 по 2006 год. В дальнейшем командами хоккеиста были коллективы, представляющие второй и третий дивизионы шведского клубного хоккея с мячом, в которых игрок также был играющим тренером: «Финспонг», «Шернан», «Тьюст» и «Отвидаберг».

### Сборная Казахстана
Выступал за сборную Казахстана (2005—2009), в составе которой принял участие в пяти чемпионатах мира, бронзовый призёр турнира 2005 года.

### Комментарии
1. ↑  Количество игр и голов за клуб(ы) в высшем дивизионе чемпионатов России